# استان تاوریرت
استان تاوریرت (به فرانسوی: Province de Taourirt) یک استان در مراکش است که در منطقه شرق واقع شده‌است. استان تاوریرت ۲۰۶٬۷۶۲ نفر جمعیت دارد.